# قوات المغاوير العراقية
قوات المَغاوير العِرَاقـيّة هي قوات تابعة لوزارة الداخلية العراقية،  ساعد الجيش الأميركي على بناء قوات المغاوير. وتشكلت أولى قوات المغاوير من لواء الذئب ولواء العقرب عندما كان فلاح النقيب وزيرا للداخلية. كما يوجد هناك ما يسمى مغاوير الشرطة تأسست في الأساس في عهد الحكومة المؤقتة أثناء رئاسة اياد علاوي سابقا لوزارة الداخلية العراقية، وبمبادرةِ من وزير داخليته فلاح النقيب (السامرائي) أوكلت قيادة المغاوير إلى الضابطَ البعثي في الاستخبارات العسكريةِ السابقِة عدنان ثابت. تم اختيار المتطوعين لمغاوير الشرطة من أفراد القواتِ الخاصّةِ والحرس الجمهوري السابق،  وخضعت قوات مغاوير الشرطة لتدريبات نظرية وعملية مكثفة نظمها ضباط أمريكيون من قوات مكافحة التمرّد، ونفذت «المغاوير» عمليات مشتركة مع وحدات القوات الخاصّة الأمريكية. و قد تم تغير اسم القوة إلى فرقة مغاوير النخبة شرطة اتحادية